# Spoke (album)
Spoke je debitanski studijski album američkog indie rock sastava Calexico objavljen 12. kolovoza 1997. u izdanju Quarterstick Recordsa.

## Popis pjesama
| 1.    | »Low Expectations« | Burns, Convertino          | 2:37 |
| 2.    | »Mind The Gap«     | Burns                      | 0:52 |
| 3.    | »Mazurra«          | Convertino                 | 1:46 |
| 4.    | »Sanchez«          | Burns, Convertino          | 3:18 |
| 5.    | »Haul«             | Burns, Convertino          | 1:21 |
| 6.    | »Slag«             | Burns, Convertino          | 2:29 |
| 7.    | »Paper Route«      | Bundy, Burns, Convertino   | 2:01 |
| 8.    | »Glimpse«          | Burns, Convertino          | 2:40 |
| 9.    | »Navy Cut«         | Burns, Convertino          | 0:29 |
| 10.   | »Spokes«           | Burns                      | 3:38 |
| 11.   | »Scout«            | Burns, Convertino          | 2:09 |
| 12.   | »Point Vicente«    | Burns, Coffman, Convertino | 3:56 |
| 13.   | »Wash«             | Burns                      | 2:35 |
| 14.   | »Ice Cream Jeep«   | Burns                      | 0:31 |
| 15.   | »Windjammer«       | Burns, Convertino          | 2:38 |
| 16.   | »Mazurka«          | Convertino                 | 1:20 |
| 17.   | »Removed«          | Burns, Coffman             | 3:52 |
| 18.   | »Hitch«            | Burns, Convertino          | 2:53 |
| 19.   | »Stinging Nettle«  | Burns, Coffman             | 3:41 |
| 44:45 |                    |                            |      |

## Osoblje
- John Convertino -- bubnjevi, vibrafon, marimba, gitara, harmonika
- Joey Burns -- bas, čelo, gitara, mandolina, vokali, harmonika
- Tasha Bundy -- bubnjevi
- Bridget Keating -- violina
- David Coffman -- gitara

## Recenzije
Kritičari nisu bili pretjerano oduševljeni debijem bivših članova ritam sekcije Giant Sanda. Tom Schulte s All Musica ocijenio je album s tri zvjezdice i naglasio eklektičnost zvuka: "Omot za Spoke prikazuje voćnu farmu, a u kontekstu ovog albuma, možete zamisliti oblake ptica koje prate mašineriju kako bi pojele uznemirene kukce. Calexico grabi mrvice americane proizašle iz kovitlaca nacionalne glazbene psihe. 19 skladbi mogu biti malene poput kukaca (najkraća traje pola minute) i ekstatične u letu; postoje i tihe pjesme i teme koje se nastavljaju bez obzira na ono što je bilo prije [...] Spoke je vrlo intrigantan i vrijedan istraživanja."
John Chandler s Amazona istaknuo je sličnosti Calexica s Giant Sandom i Friends of Dean Martinez: "Calexico se oslanja na egzotične instrumente (harmonika, mandolina, violina, vibrafon), ali je srce albuma bliže stišanom zvuku Meat Puppetsa, primarna kombinacija gitare i štropotavih bubnjeva pruža boje kao i okvir za ljepotice kao što su "Glimpse" i "Spokes". Dobro smješteni rock brojevi, kao što su surferski "Scout" ili "Mazurka" fino miješaju stilove, ali većim dijelom, nećete se odmaknuti daleko od futona. Ali zatim, zašto biste?"

## Vanjske poveznice
- Albumi Calexica